# ضریب خودالقایی
القاوری، یا اَندوکتانس (به انگلیسی: Inductance) یا القاییدگی ویژگی یک مدار الکتریکی است که بر اساس قانون لنز، متناسب با تغییر جریان الکتریکی برحسب زمان، نیروی محرّکه الکتریکی درست می‌کند که در تقابل با تغییر جریان مدار است.
{\displaystyle \displaystyle {\epsilon }_{\rm {L}}=-L{\frac {di}{dt}},}
v یا εL، ولتاژ القا شده‌است.

## ضریب القاوری محیط خطی
{\displaystyle L} ضریب القاوری، ضریب خودالقایی یا ضریب خودالقاگری است که رابطه‌ای خطی میان جریان الکتریکی ({\displaystyle i}) و شار مغناطیسی ({\displaystyle \phi }) برقرار می‌کند.
{\displaystyle \phi =L\,i}
که تنها برای محیط‌ خطی، مانند خلأ، صادق میشود.
یکای {\displaystyle L} در دستگاه بین‌المللی SI، هِنری است.
در میدان مغناطیسی یکنواخت، ضریب القاوری سیم‌پیچ (که در یک لایه پیچیده شده) اینگونه به دست می‌آید:
{\displaystyle \displaystyle L={\frac {k{\mu }_{\rm {0}}N^{2}A}{l}}}
نتیجهٔ مهم این رابطه این است که ضریب القاوری سیم‌پیچ (سیملوله، بوبین، سولنوئید) تنها به ساختار آن بستگی دارد.
| نماد | مقدار                                    |
| ---- | ---------------------------------------- |
| k    | ضریب تراوایی (گذردهی) نسبی مغناطیسی هسته |
| μ0   | ضریب تراوایی مغناطیسی خلأ                |
| N    | شمار دورهای سیم‌لوله                      |
| A    | مساحت هر حلقه                            |
| l    | درازای سیم‌پیچ                            |

## پی‌نوشت‌ها و منبع‌ها
1. 1 2  واژه‌های مصوب فرهنگستان زبان و ادب فارسی، دفتر ششم